# Birger Petersson (politiker)
Anders Birger Petersson, född 7 november 1885 i Östra Frölunda församling, Älvsborgs län, död där 6 juni 1937, var en svensk redaktör, ombudsman och politiker i Högerpartiet.
Efter en kortare tids universitetsstudier var Petersson 1909–1915 ombudsman hos Moderata valmansförbundet i Älvsborgs läns södra valkrets och 1912–1915 redaktör på Ulricehamns tidning. Från 1915 var han anställd i Allmänna valmansförbundets riksorganisation som ombudsman och redaktör för Medborgaren. Han var ledamot av riksdagens andra kammare från 1925, invald i Älvsborgs läns södra valkrets, och som sådan ledamot i särskilda utskottet 1927, av 2:a lagutskottet 1931–1932 samt sekreterare i Lantmanna- och borgarpartiets förtroenderåd. Han var även ledamot av ett flertal kyrkomöten.